# A.C. Larsen
Alfred Christian Larsen (født 12. januar 1840 i Randers, død 12. februar 1914 i København) var en dansk teolog, bibliotekar og forfatter.
Larsen blev student fra Randers Skole 1857, cand. theol. 1862. Som kandidat var han en tid lang lærer ved Borgerdydskolen på Christianshavn, men drev for øvrigt teologiske og filosofiske studier og udgav 1865 den interessante af Kierkegaard påvirkede afhandling: Samvittighed og Videnskab. En lovende fremtid i kirkens eller universitetets tjeneste syntes at kunne forudses, men i sin følgende forfattervirksomhed (således i det lille Skriftemaal om Nadveren, 1871, og Theologiske Smuler, 1872) nærmede Larsen sig mere og mere en fri-religiøs-human livsanskuelse, hvis betydeligste repræsentant i landet han var, og var derved fattet på at slå ind på en anden Livsbane. I 1870 fik han ansættelse ved det store Kongelige Bibliotek og virkede der som inspektør på læsesalen; 1905 bibliotekar.
Ved siden deraf udfoldede han, en idérig og stræbende sandhedssøger, utrættelig virksom og alsidig interesseret, en betydelig forfattervirksomhed (48 bøger og skrifter). Som teolog fortsatte han først de i 1860'erne til brug for de studerende udgivne fortolkninger af de fleste af Det nye Testamentes breve, medens han 1890 overflyttede sin fortolkningsvirksomhed til Det gamle Testamente. Den begyndte med "De fem Mosebøger. Vejledning til historisk-kritisk Bibellæsning" og fortsatte med oversættelser og forklaringer af "Højsangen", "Profeten Daniel og Esters Bog", "Prædikerens Bog", "Jobs Bog", "Salomons Ordsprog", "Salmerne", "Profeten Jesaja" og nogle af de mindre profeter, alt anlagt på at gøre Bibelens bøger mere tilgængelige for lægfolk. Sin frie religiøsitet har han, særlig under pseudonymet Theodoros, udviklet i en række populære skrifter, i hvilke han fra forskellige synspunkter vender sig kritisk mod dansk kirkelighed og officiel teologi (deriblandt Breve til en Landsbypræst, 1876).
Som filosoferende forfatter har han under eget navn udgivet Lystfølelse og Sædelighed, Fremtidens Religion, Om Ægteskabet, Æstetiken og Livet og Paulus og Kristus. Igennem hele sit liv deltog han, der var ugift, og i 47 år vel havde sit egentlige hjem i "Studenterforeningen", i studenterlivets politiske, sociale og litterære og i det hele i tidens rørelser med foredrag og afhandlinger og ydede her en ejendommelig personlig indsats i det akademiske liv, på én gang elskelig og inderlig, sarkastisk og humoristisk, altid kritisk æggende og utrolig slagfærdig i debatten, som han var. Disse foredrag og afhandlinger, der oprindelig tryktes i forskellige tidsskrifter, udkom efter hans død i to værdifulde, af livsvisdom og ægte menneskelighed fyldte bind: Gennem mange Aar. Foredrag og mindre Afhandlinger, I-II (København 1915). De giver virkelig Alfred Christian Larsen gennem de mange år, idet han således er med i dem, at de indirekte skildrer ham og desuden har en indledning, der i direkte meddelelse giver en selvbiografi.